# Matala Joukaisjärvi och Syvä Joukaisjärvi
Matala Joukaisjärvi och Syvä Joukaisjärvi eller Joukasjärvi är en sjö i Finland. Den ligger i kommunen Enare i landskapet Lappland, i den norra delen av landet, 1 000 km norr om huvudstaden Helsingfors. Joukasjärvi ligger 146,8 meter över havet. Arean är 82,4 hektar och strandlinjen är 9,44 kilometer lång. Sjön  ingår i Pasvik älvs huvudavrinningsområde. 